# Эллерхоп
Эллерхоп (нем. Ellerhoop) — община в Германии, в земле Шлезвиг-Гольштейн. 
Входит в состав района Пиннеберг. Подчиняется управлению Ранцау.  Население составляет 1435 человек (на 31 декабря 2010 года). Занимает площадь 10,8 км².